# هايدي هولاند
هايدي هولاند (بالإنجليزية: Heidi Holland)‏ هي صحفية ومؤلفة جنوب أفريقية، ولدت في 6 أكتوبر 1947 في رودسيا الجنوبية، وتوفيت في 11 أغسطس 2012 في Melville, Johannesburg ‏ في جنوب أفريقيا بسبب شنق.